# Епіконтинентальне море

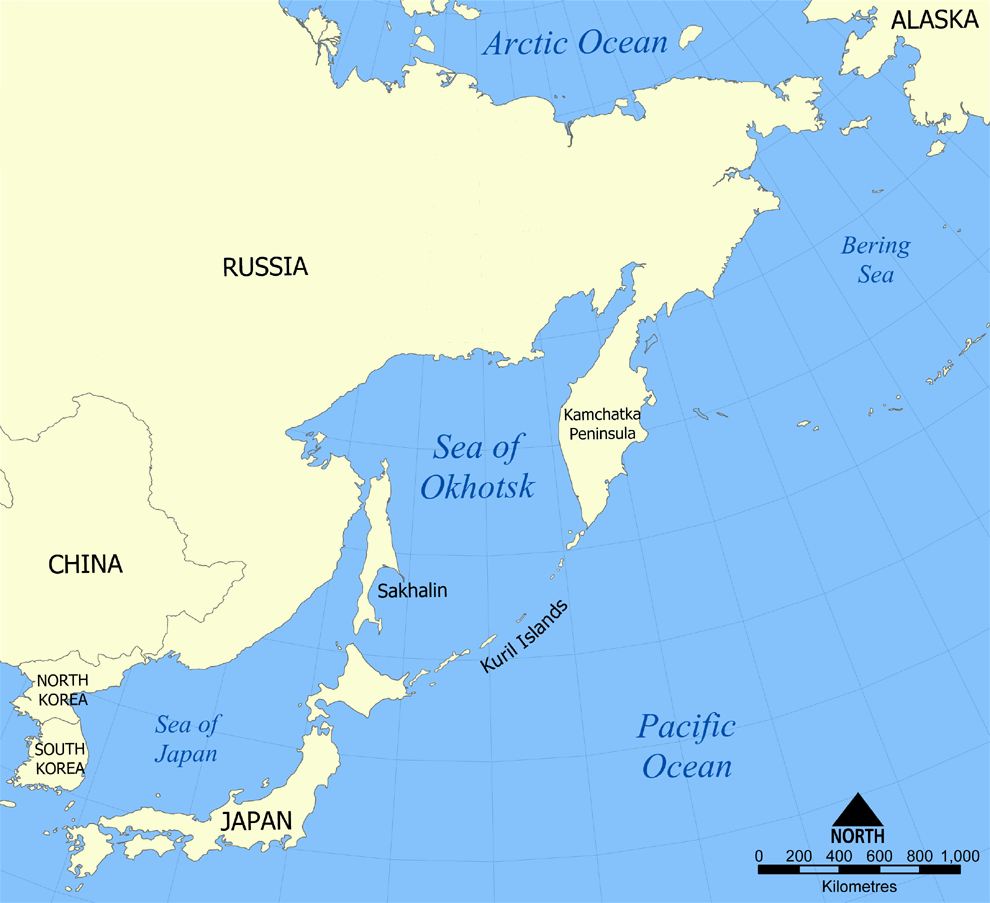
Охотське море

Епіконтинента́льне мо́ре (надматерикове море; рос.эпиконтинентальное море, англ. epicontinental sea, нім. Epicontinentalmeer n (See f), Schelfmeer n) — мілке море, яке розташовується на континентальному масиві.
Виникає при трансгресії Світового океану в результаті опускання околичної частини материка або при підвищенні рівня океану. Приклад — Охотське море, Перська затока.